# Olesicampe breviseta
Olesicampe breviseta là một loài tò vò trong họ Ichneumonidae.